# IBM ES/9000
IBM ES/9000(IBM Enterprise System/9000)は、IBMが1990年から1998年の間に販売した、メインフレームコンピュータのシリーズである。

## 概要
IBM ES/9000シリーズは、IBMの当時の最上位のコンピュータであり、ESA/390アーキテクチャを最初に実装し、そのアーキテクチャをサポートしたオペレーティングシステムであるVSE/ESA、VM/ESA、MVS/ESAを稼働できるよう開発された。新しいハードウェアには光ファイバーを使用したチャネルであるESCONが登場した。
ES/9000ファミリーは、ESA/370ベースのモデルである、IBM ES/3090、IBM 4381などの直接の後継として発表され、拡張ストレージ(ES)、LPAR、ベクトル機構(VF)なども継承した。
ES/9000ファミリーは、ES/9021、ES/9121、ES/9221の3シリーズから構成された。ES/9000ファミリーの後継は、1994年に発表されたIBM S/390 Parallel Enterprise Serverである。なおS/390（正確にはG3）からはCMOSを使用したプロセッサによる並列処理に移行したため、ES/9000はバイポーラを使用したプロセッサの最後のシリーズとなった。

## モデル
ES/9000ファミリーは以下の3シリーズと各モデルにより構成され、「ES/9021-900」のように表記された。
- ES/9021シリーズ
  - 水冷（ES/3090の後継）
  - モデル 900 [2], -820, -720, -620, -580, -500, -340, -330
- ES/9121シリーズ
  - 空冷、スタンドアロン（ES/4300の後継）
  - モデル -480, -440, -320, -260, -210, -190
- ES/9221シリーズ
  - 空冷、ラックラウント（ES/9370の後継）
  - モデル-421, -211, -170, -150, -130, -120

## 参照
1. ↑  http://www-03.ibm.com/ibm/history/exhibits/mainframe/mainframe_FS9000.html IBM ES/9000 Characteristics. Retrieved on 17-09-2007.
2. ↑  http://www-03.ibm.com/servers/eserver/zseries/zvse/about/history1990s.html z/VSE Operating System - History. Retrieved on 17-09-2007.